# Pattinaggio di velocità ai XXIV Giochi olimpici invernali
Le competizioni di pattinaggio di velocità ai XXIV Giochi olimpici invernali si sono svolte dal 5 al 19 febbraio 2022 presso il National Speed Skating Oval di Pechino. Sono stati disputati 14 eventi: sette maschili (500 m, 1000 m, 1500 m, 5000 m, 10000 m, mass start, inseguimento a squadre) e sette femminili (500 m, 1000 m, 1500 m, 3000 m, 5000 m, mass start, inseguimento a squadre).

## Calendario
| Uomini |        | 5000 m |        | 1500 m |  |        | 10000 m | 500 m                  | Gara a squadre (qual.) |  | Gara a squadre (finale) |  |        | 1000 m | Mass start | 7  |
| Donne  | 3000 m |        | 1500 m |        |  | 5000 m |         | Gara a squadre (qual.) | 500 m                  |  | Gara a squadre (finale) |  | 1000 m |        | Mass start | 7  |
| Totale | 1      | 1      | 1      | 1      |  | 1      | 1       | 1                      | 1                      |  | 1                       |  | 1      | 1      | 2          | 14 |

## Podi

### Uomini
| Evento                            | Oro                                                                | Tempo    | Argento                                             | Tempo    | Bronzo                                                          | Tempo    |
| 500 m (dettagli)                  | Gao Tingyu                                                         | 34"32    | Cha Min-kyu                                         | 34"39    | Wataru Morishige                                                | 34"49    |
| 1000 m (dettagli)                 | Thomas Krol                                                        | 1'07"92  | Laurent Dubreuil                                    | 1'08"32  | Håvard Holmefjord Lorentzen                                     | 1'08"48  |
| 1500 m (dettagli)                 | Kjeld Nuis                                                         | 1'43"21  | Thomas Krol                                         | 1'43"55  | Kim Min-seok                                                    | 1'44"24  |
| 5000 m (dettagli)                 | Nils van der Poel                                                  | 6'08"84  | Patrick Roest                                       | 6'09"31  | Hallgeir Engebråten                                             | 6'09"88  |
| 10000 m (dettagli)                | Nils van der Poel                                                  | 12'30"74 | Patrick Roest                                       | 12'44"59 | Davide Ghiotto                                                  | 12'45"98 |
| Mass start (dettagli)             | Bart Swings                                                        | 63 punti | Chung Jae-won                                       | 40 punti | Lee Seung-hoon                                                  | 20 punti |
| Inseguimento a squadre (dettagli) | Norvegia Hallgeir Engebråten Peder Kongshaug Sverre Lunde Pedersen | 3'38"07  | ROC Daniil Aldoškin Sergej Trofimov Ruslan Zacharov | 3'40"46  | Stati Uniti Casey Dawson Emery Lehman Joey Mantia Ethan Cepuran | 3'38"81  |

### Donne
| Evento                            | Oro                                                      | Tempo    | Argento                                     | Tempo    | Bronzo                                                                      | Tempo    |
| 500 m (dettagli)                  | Erin Jackson                                             | 37"04    | Miho Takagi                                 | 37"12    | Angelina Golikova                                                           | 37"21    |
| 1000 m (dettagli)                 | Miho Takagi                                              | 1'13"19  | Jutta Leerdam                               | 1'13"83  | Brittany Bowe                                                               | 1'14"61  |
| 1500 m (dettagli)                 | Ireen Wüst                                               | 1'53"28  | Miho Takagi                                 | 1'53"72  | Antoinette de Jong                                                          | 1'54"82  |
| 3000 m (dettagli)                 | Irene Schouten                                           | 3'56"93  | Francesca Lollobrigida                      | 3'58"06  | Isabelle Weidemann                                                          | 3'58"64  |
| 5000 m (dettagli)                 | Irene Schouten                                           | 6'43"51  | Isabelle Weidemann                          | 6'48"18  | Martina Sáblíková                                                           | 6'50"09  |
| Mass start (dettagli)             | Irene Schouten                                           | 60 punti | Ivanie Blondin                              | 40 punti | Francesca Lollobrigida                                                      | 20 punti |
| Inseguimento a squadre (dettagli) | Canada Ivanie Blondin Valérie Maltais Isabelle Weidemann | 2'53"44  | Giappone Ayano Satō Miho Takagi Nana Takagi | 3'04"47  | Paesi Bassi Marijke Groenewoud Irene Schouten Ireen Wüst Antoinette de Jong | 2'56"86  |

## Medagliere
| Pos.   | Paese         | Oro | Argento | Bronzo | Totale |
| ------ | ------------- | --- | ------- | ------ | ------ |
| 1      | Paesi Bassi   | 6   | 4       | 2      | 12     |
| 2      | Svezia        | 2   | 0       | 0      | 2      |
| 3      | Canada        | 1   | 3       | 1      | 5      |
| 3      | Giappone      | 1   | 3       | 1      | 5      |
| 5      | Norvegia      | 1   | 0       | 2      | 3      |
| 5      | Stati Uniti   | 1   | 0       | 2      | 3      |
| 7      | Belgio        | 1   | 0       | 0      | 1      |
| 7      | Cina          | 1   | 0       | 0      | 1      |
| 9      | Corea del Sud | 0   | 2       | 2      | 4      |
| 10     | Italia        | 0   | 1       | 2      | 3      |
| 11     | ROC           | 0   | 1       | 1      | 2      |
| 12     | Rep. Ceca     | 0   | 0       | 1      | 1      |
| Totale | Totale        | 14  | 14      | 14     | 42     |